# Shuji Kusano
Shuji Kusano (草野 修治 Kusano Shuji?,  nacido el 2 de abril de 1970 en Fukushima) es un exfutbolista japonés que se desempeñaba como delantero.

## Trayectoria

### Clubes
| Club             | País  | Año         |
| ---------------- | ----- | ----------- |
| Yokohama Flügels | Japón | 1993 - 1994 |
| Kashiwa Reysol   | Japón | 1994 - 1995 |
| Brummell Sendai  | Japón | 1996 - 1997 |

## Palmarés

### Títulos nacionales
| Título             | Club             | País  | Año  |
| ------------------ | ---------------- | ----- | ---- |
| Copa del Emperador | Yokohama Flügels | Japón | 1993 |